# Карл Преміцер
Карл Преміцер (нім. Karl Premitzer; 19 грудня 1878, Санкт-Файт-ан-дер-Глан — 26 липня 1957, Санкт-Файт-ан-дер-Глан) — австро-угорський, австрійський і німецький офіцер, генерал-майор вермахту.

## Сім'я
Син домовласника Йозефа Преміцера і його дружини Йозефи, уродженої Когельніг.
8 грудня 1943 року одружився в Клагенфурті.

## Нагороди
- Ювілейний хрест
- Боснійсько-герцеговинська пам'ятна медаль
- Пам'ятний хрест 1912/13
- 2 срібні і бронзова медаль «За військові заслуги» (Австро-Угорщина) з мечами
- Хрест «За військові заслуги» (Австро-Угорщина) 3-го класу з військовою відзнакою і мечами
- Орден Залізної Корони 3-го класу з військовою відзнакою і мечами
- Військовий Хрест Карла
- Залізний хрест 2-го класу
- Медаль «За поранення» (Австро-Угорщина) для інвалідів
- Особливий хрест «За відвагу» (Каринтія)
- Пам'ятна військова медаль (Австрія) з мечами
- Почесний хрест ветерана війни з мечами
- Нагрудний знак «За поранення» в чорному